# Calliope
Calliope es un género de aves paseriformes perteneciente a la familia Muscicapidae. Sus miembros son ruiseñores nativos de Asia que anteriormente se clasificaban en el género Luscinia.

## Especies
Se reconocen las siguientes especies:
- Calliope pectoralis Gould, 1837 — ruiseñor pechinegro;
- Calliope calliope (Pallas, 1776) — ruiseñor calíope;
- Calliope pectardens David, 1877 — ruiseñor de David;
- Calliope obscura (Berezowski y Bianchi, 1891) — ruiseñor gorginegro;
- Calliope tschebaiewi Przhevalsky, 1876 — ruiseñor pechinegro chino.